# Коконат Крик (Флорида)
Коконат Крик (енгл. Coconut Creek) град је у америчкој савезној држави Флорида. По попису становништва из 2010. у њему је живело 52.909 становника.

## Демографија
Према попису становништва из 2010. у граду је живело 52.909 становника, што је 9.343 (21,4%) становника више него 2000. године.
| Група             | 2000.          | 2010.          |
| Белци             | 33.909 (77,8%) | 31.570 (59,7%) |
| Афроамериканци    | 2.685 (6,2%)   | 7.256 (13,7%)  |
| Азијати           | 1.033 (2,4%)   | 2.018 (3,8%)   |
| Хиспаноамериканци | 5.076 (11,7%)  | 10.800 (20,4%) |
| Укупно            | 43.566         | 52.909         |